# Monochamus galloprovincialis
Monochamus galloprovincialis Olivier, 1795 è un coleottero della famiglia Cerambycidae.

## Descrizione
La specie presenta un marcato dimorfismo sessuale: il maschio è uniformemente di colore marrone-nero, più piccolo della femmina, ma con antenne lunghe quasi il doppio; la femmina è lunga da 21 a 35 mm, di colore marrone rossiccio con le zampe rosse, con piccole macchie gialle e bianche.

Il mesotorace è ricoperto da una corta peluria bianca che lascia scoperta un'area triangolare nera.

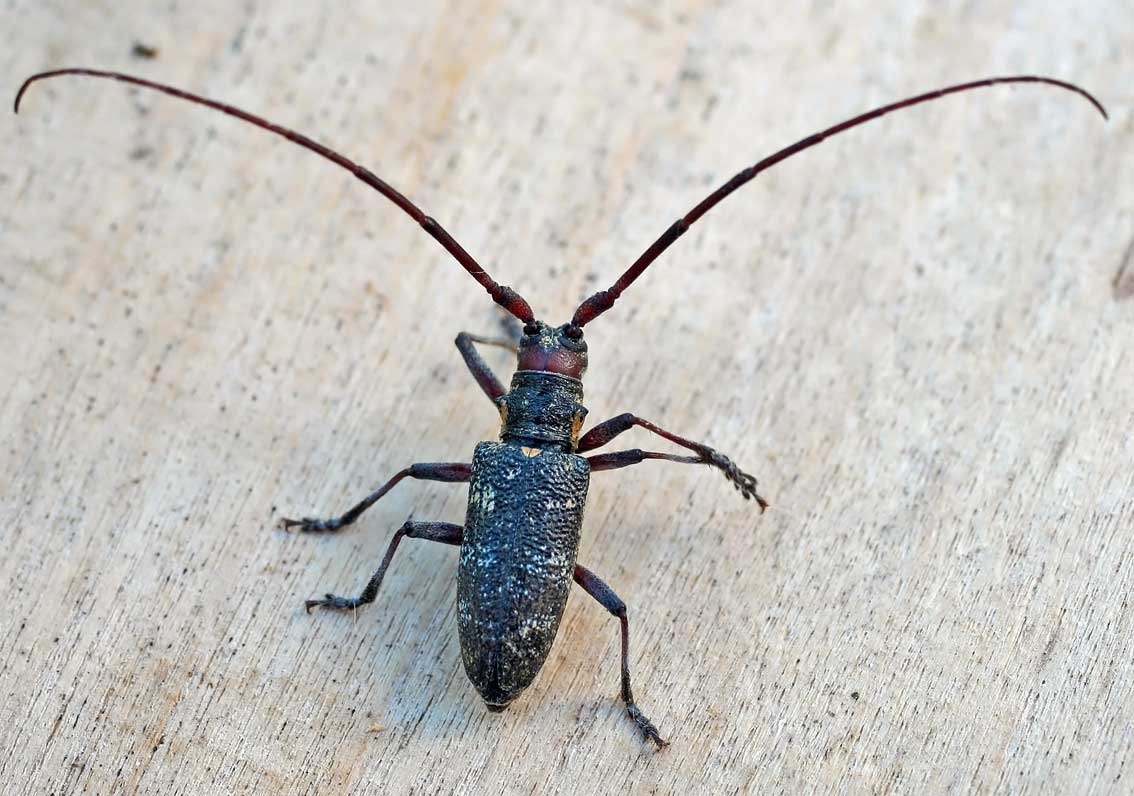
Monochamus galloprovincialis ♂
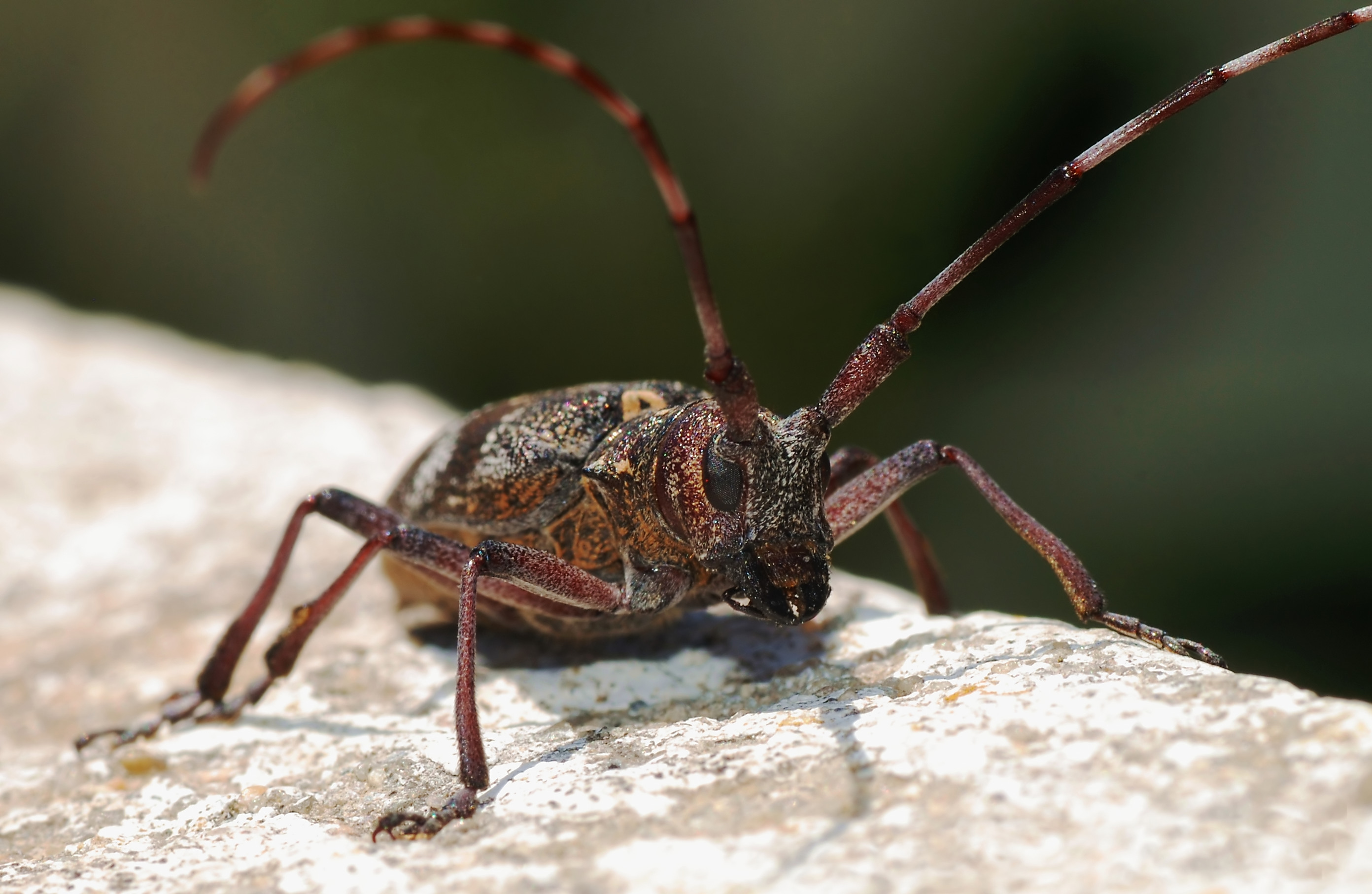
Monochamus galloprovincialis ♀

### Specie simili
- Monochamus sutor (Dejean, 1820)
- Monochamus sartor (Fabricius, 1787)
- Monochamus saltuarius (Gebler, 1830)

## Biologia
Le larve sono xilofaghe, cioè si nutrono di legno, con predilezione per i rami secchi e marcescenti delle conifere (soprattutto Pinus e Picea spp.). Rivestono un importante ruolo ecologico accelerando la trasformazione del legno marcescente in humus.

Possono tuttavia essere vettori del Bursaphelenchus xylophilus, un nematode patogeno che contagia numerose specie di conifere.